# Juuliku
Juuliku est un village de la commune de Saku du comté de Harju en Estonie. Au 31 décembre 2011, il comptait 340 habitants.